# Claudelice Silva dos Santos
Claudelice Silva dos Santos   (Brasil, 1982) és una defensora dels drets humans i del medi ambient de l'estat de Pará, a l'Amazònia del Brasil. L'any 2019 va ser nominada al Premi Sàkharov a la Llibertat de Consciència del Parlament Europeu.

## Trajectòria
Claudelice Silva dos Santos va intensificar l'any  2011 la lluita pels drets humans arran de l'assassinat del seu germà i la seva cunyada (José Claudio Ribeiro dos Santos i Maria do Espírito Sant). Tots dos assassinats pels seus treballs i esforços per a combatre la tala il·legal i la desforestació de la selva amazònica del Brasil.
Va treballar pel dret a l'accés a la terra, contra la tala d'arbres i els delictes contra el medi ambient, en definitiva pel dret a la terra i a la vida.
Claudelice Silva dos Santos ha estat una activista i ecologista que ha mantingut amb fermesa una postura contra els llenyataires (lumbereros) il·legals, els ramaders i els productors de carbó que operen a la regió de Praia-Alta Piranheria, un assentament amazònic. Per la seva defensa del dret a la terra per a les comunitats locals ha rebut amenaces i atacs ja que el Brasil és considerat com un dels països més perillosos per als activistes ambientals i de drets humans.
En la seva lluita pels drets humans i la defensa del medi ambient Claudelice Silva dos Santos té, també, una activitat divulgadora i de conscienciació i amb aquest objectiu concedeix entrevistes a revistes i mitjans de comunicació, tractant de fer veure que la defensa del bosc a l'Amazònia implica la defensa de la vida i de la cultura de les seves comunitats.

## Reconeixements
El 2019 va ser nominada al Premi Sàkharov, atorgat cada any pel Parlament Europeu en reconeixement d'activistes de drets humans de tot el món. Claudelice Silva dos Santos va ser la delegada en la 26a conferència de les parts de Convenció Marco de les Nacions Unides sobre el Canvi Climàtic (COP26) en representació de la delegació del Brasil.